# Ljusne AIK
Maillots
Dernière mise à jour : 12 octobre 2011.
Ljusne AIK est un club de football suédois basé à Ljusne (commune de Söderhamn, Comté de Gävleborg). Il évolue en Division 4 Hälsingland, le 6e échelon national suédois pour le football.
Le club, créé en 1919, a gagné 1 Norrländska Mästerskapet et évolué pendant 15 saisons en deuxième division suédoise entre 1933 et 1957,.

## Historique

### Années 1920 et 1930
L'équipe de football a rejoint le système de championnat introduit en Suède dans les années 1920, d'abord dans les divisions inférieures avant de se remporter, en 1933, l'Uppsvenska division 3, et ainsi de rejoindre la Division II, Norra, la poule nord du championnat de deuxième division suédoise. Aux côtés de clubs tels qu'Örebro SK, Gefle IF, l'IK Brage, Hammarby IF, et autres Djurgårdens IF, LAIK joue régulièrement le milieu de tableau, à l'exception notable de la saison 1936/37, où le club atteint la deuxième place du championnat derrière l'IK Brage de la ligue. Cette deuxième place reste à ce jour le meilleur résultat du club en championnat.

### Années 1940, les années yoyo...
Alors qu'il joue régulièrement la montée jusqu'en 1939, le club réalise un championnat catastrophique lors de la saison 1939/1940 perdant 11 de ses 18 rencontres de championnat. Avant-dernier au classement, le club est relégué en Div III Uppsvenska Sydöstra où il ne reste toutefois qu'une seule saison, remportant le championnat avec 2pts d'avance sur Iggesunds IK, avant de battre en barrage le vainqueur de la Div 3 Uppsvenska Sydvästra, Avesta AIK. Mais pour son retour en Division II, Norra, le club ne prend que 15 pts sur 36 possibles et se retrouve dernier ex-aecquo avec 3 autres équipes (Sundbybergs IK, Gefle IF et l'IFK Lidingö). Lidingö et Ljusne seront relégués à cause de leur mauvaise différence de but. De retour en Div III Uppsvenska Sydöstra, Ljusne AIK assume parfaitement son statut de favori et remporte aisément le championnat 1942/43 (16 victoires, 1 nul et une défaite, 101 buts marqués (!) pour 23 encaissés), et intègre à nouveau la Div II Norra après avoir écarté Långshyttans AIK en barrage. Cette superbe saison ne se traduit pas pour autant en succès flagrant en deuxième division. 5e (sur 10) en 1943/1944, le club se sauve de justesse l'année suivante (8e sur 10, premier non relégable), avant d'être finalement de nouveau relégué à l'issue de la saison 1945/46. Ljusne retrouve donc la Div III Uppsvenska Sydöstra qu'elle remporte encore une fois. Toutefois, la suite est différente puisque le club ne parvient pas à battre Brynäs IF en barrage et attaque donc une deuxième saison en 3e division. Cette promotion ratée laissera des marques puisque le club, loin de jouer les premiers rôles, luttera pour se maintenir à ce niveau lors de la saison 1947/48, avant de connaître une nouvelle relégation l'année suivante due à une campagne 1948/49 pour le moins laborieuse (10e et dernier au classement, avec 6pts (1 victoire, 4 nuls et 13 défaites)).

### Années 1950, le chant du signe
Ljusne parvient toutefois à se reprendre et retrouve la 3e un an seulement après l'avoir quittée. 4e en 1950/51 puis 7e l'année suivante, le club bénéficie de l'intégration des équipes du Norrland dans le championnat pour obtenir une promotion en 1953 en dépit de leur 6e place en Div III Norra. De retour en 2e division, le club manque de peu la montée en Allsvenskan, terminant 2e du championnat à 2pts derrière Sandvikens AIK. À nouveau, ce résultat pourtant porteur d'espoir pour le club se révèlera trompeur. Le club ne jouera en effet plus jamais la montée en Allsvenskan. 5e en 1954/55, 7e l'année suivante, Ljusne est finalement relégué lors de la saison 1956/57.

### Années 1960, les ambitions sous un mouchoir
En 3e division depuis la saison 1957, le club tombe en 4e division à l'issue de la saison 1959. S'il ne remporte aussitôt sa poule de championnat, il semble désormais loin le temps où le club pouvait ambitionner de jouer en Allsvenskan. 10e en 1961, Ljusne échappe à la relégation grâce à la disparition du club de Fagerviks GF. l'année suivante, LAIK ne peut compter sur aucune défection et est relégué en 4e division à la suite d'une nouvelle 10e place. Ljusne remonte à nouveau la saison suivante en obtenant la 2e place du classement de Div IV Hälsingland derrière Strands IF, mais ne joue plus que le maintien en Div III (7e en 1964 et 9e en 1965) avant d'être à nouveau relégué en 1966 (9e). Le club finira la décennie dans cette division.

### Depuis 1970
Dans les années 1970 et 1980, LAIK va végéter en 4e division, s'offrant au passage 3 titres dans cette division, en 1976, 1980 et 1984. Toutefois, le club ne parviendra jamais à se maintenir plus de deux saisons en Div III. Pire, en 1986, année de leur dernière participation à la Div III, le système des divisions suédoise est revu et Ljusne fait partie des grands perdants: 11e du championnat de Div III Södra Norrland, le club se voit rétrogradé non pas d'une mais de deux divisions! Voguant désormais dans les divisions inférieures, le club va être, en 1990, en partie démantelé, chacune des activités de ce dernier créant sa propre association tout en restant en proche collaboration. Cette décision n'eut toutefois pas d'effet positif sur le club, ce dernier allant même jusqu'à être rétrogradé en Div V (désormais la 7e division nationale) au milieu des années 2000 à la faveur de la création d'une nouvelle 3e division, ayant eu pour conséquence de décaler toutes les divisions inférieures d'un échelon vers le bas. En 2006, le club remportera cette division et accèdera à la Div IV, frôlant ensuite la montée en Div III lors de la saison 2010 (2e, le club échouera lors des barrages).

## Palmarès
- Vainqueur du Norrländska Mästerskapet : 1947
- Finaliste du Norrländska Mästerskapet : 1932
- Champion de Div III Hälsingland : 1932-1933, 1940-1941 et 1942-1943.
- Champion de Div IV Hälsingland : 1976, 1980 et 1984.
- Champion de Div V Hälsingland : 2006.

## Grands joueurs d'hier et d'aujourd'hui
- Torbjörn Jonsson
- Olle Myhrman